# Cellule amacrine
Les cellules amacrines sont des interneurones unipolaires, présents dans l'œil des vertébrés, souvent dépourvus d'axone. On les trouve au niveau de la rétine.
Les cellules granulaires du bulbe olfactif sont aussi des exemples de cellule amacrine. Elles font partie de la classification histologique des neurones unipolaires.